# Generaldirektør Ole Olsen 75 år
Generaldirektør Ole Olsen 75 år er en dansk dokumentarisk optagelse fra 1938.

## Handling
Dansk films grand old man generaldirektør Ole Olsen fylder 75 år den 5. maj 1938. Han ses i sin have på Steengaarden i Hellerup sammen med tre børnebørn, Kirsten, Ole (søn af Eugen Olsen) og en baby, hvis navn er ukendt. Generaldirektøren ejer verdens største og kostbareste private samling af antik kunst. Ole Olsen viser samlingen til barnebarnet Ole.